# Tončič
Tončič, je priimek v Sloveniji, ki ga je po podatkih Statističnega urada Republike Slovenije na dan 1. januarja 2012 uporabljalo 44 oseb.

## Znani nosilci priimka
- Fran Tončič (1893—1978), pravnik, politik in urednik
- Fran Ksaver Tončič (1865—1919), podobar